# Canton des Grands Lacs
Le canton des Grands Lacs est une circonscription électorale française du département des Landes.

## Histoire
Un nouveau découpage territorial des Landes entre en vigueur à l'occasion des élections départementales de 2015. Il est défini par le décret du 18 février 2014, en application des lois du 17 mai 2013 (loi organique 2013-402 et loi 2013-403). Les conseillers départementaux sont, à compter de ces élections, élus au scrutin majoritaire binominal mixte. Les électeurs de chaque canton élisent au Conseil départemental, nouvelle appellation du Conseil général, deux membres de sexe différent, qui se présentent en binôme de candidats. Les conseillers départementaux sont élus pour 6 ans au scrutin binominal majoritaire à deux tours, l'accès au second tour nécessitant 12,5 % des inscrits au 1er tour. En outre la totalité des conseillers départementaux est renouvelée. Ce nouveau mode de scrutin nécessite un redécoupage des cantons dont le nombre est divisé par deux avec arrondi à l'unité impaire supérieure si ce nombre n'est pas entier impair, assorti de conditions de seuils minimaux. Dans les Landes, le nombre de cantons passe ainsi de 30 à 15.
Le canton des Grands Lacs est formé de communes des anciens cantons de Pissos (6 communes), de Parentis-en-Born (6 communes) et de Sabres (1 commune). Il est entièrement inclus dans l'arrondissement de Mont-de-Marsan. Le bureau centralisateur est situé à Parentis-en-Born.

## Représentation
| Période élective | Période élective | Mandat | Mandat   | Identité             | Nuance | Nuance | Qualité                                                                                          |
| ---------------- | ---------------- | ------ | -------- | -------------------- | ------ | ------ | ------------------------------------------------------------------------------------------------ |
| 2015             | 2021             | 2015   | 2021     | Patricia Cassagne    |        | LR     | Maire de Lüe                                                                                     |
| 2015             | 2021             | 2015   | 2021     | Alain Dudon          |        | LR     | Retraité Maire de Biscarrosse (2001-2020) Président de la Communauté de communes des Grands Lacs |
| 2021             | 2028             | 2021   | en cours | Christophe Labruyère |        | MoDem  | Fonctionnaire Maire de Sanguinet (2020-2023)                                                     |
| 2021             | 2028             | 2021   | en cours | Hélène Larrezet      |        | DVD    | Cadre, maire de Biscarrosse                                                                      |

### Résultats détaillés

#### Élections de mars 2015
À l'issue du 1er tour des élections départementales de 2015, deux binômes sont en ballottage : Patricia Cassagne et Alain Dudon (Union de la Droite, 41,8 %) et Christophe Bardin et Alexandra Urfalino (FN, 25,58 %). Le taux de participation est de 52,03 % (13 056 votants sur 25 094 inscrits) contre 57,2 % au niveau départemental et 50,17 % au niveau national.
Au second tour, Patricia Cassagne et Alain Dudon (Union de la Droite) sont élus avec 69,2 % des suffrages exprimés et un taux de participation de 51,51 % (7 861 voix pour 12 925 votants et 25 094 inscrits).

#### Élections de juin 2021
Le premier tour des élections départementales de 2021 est marqué par un très faible taux de participation (33,26 % au niveau national). Dans le canton des Grands Lacs, ce taux de participation est de 34,58 % (9 910 votants sur 28 660 inscrits) contre 40,28 % au niveau départemental. À l'issue de ce premier tour, deux binômes sont en ballottage : Christophe Labruyere et Hélène Larrezet (Union au centre et à droite, 34,61 %) et Patricia Cassagne et Alain Dudon (Union à droite, 21,69 %).
Le second tour des élections est marqué une nouvelle fois par une abstention massive équivalente au premier tour. Les taux de participation sont de 34,36 % au niveau national, 40,68 % dans le département et 35,7 % dans le canton des Grands Lacs. Christophe Labruyere et Hélène Larrezet (Union au centre et à droite) sont élus avec 57,66 % des suffrages exprimés (5 086 voix pour 10 232 votants et 28 661 inscrits),,.

## Composition
Le canton des Grands Lacs comprend treize communes.
| Nom                                      | Code Insee | Intercommunalité    | Superficie (km2) | Population (dernière pop. légale) | Densité (hab./km2) | Modifier                                    |
| ---------------------------------------- | ---------- | ------------------- | ---------------- | --------------------------------- | ------------------ | ------------------------------------------- |
| Parentis-en-Born (bureau centralisateur) | 40217      | CC des Grands Lacs  | 111,55           | 7 463 (2022)                      | 67                 | modifier les données · modifier les données |
| Belhade                                  | 40032      | CC Cœur Haute Lande | 28,55            | 222 (2022)                        | 7,8                | modifier les données · modifier les données |
| Biscarrosse                              | 40046      | CC des Grands Lacs  | 160,48           | 15 412 (2022)                     | 96                 | modifier les données · modifier les données |
| Gastes                                   | 40108      | CC des Grands Lacs  | 35,23            | 925 (2022)                        | 26                 | modifier les données · modifier les données |
| Liposthey                                | 40156      | CC Cœur Haute Lande | 23,97            | 591 (2022)                        | 25                 | modifier les données · modifier les données |
| Lüe                                      | 40163      | CC des Grands Lacs  | 96,72            | 613 (2022)                        | 6,3                | modifier les données · modifier les données |
| Mano                                     | 40171      | CC Cœur Haute Lande | 32,27            | 129 (2022)                        | 4,0                | modifier les données · modifier les données |
| Moustey                                  | 40200      | CC Cœur Haute Lande | 67,31            | 755 (2022)                        | 11                 | modifier les données · modifier les données |
| Pissos                                   | 40227      | CC Cœur Haute Lande | 140,75           | 1 483 (2022)                      | 11                 | modifier les données · modifier les données |
| Sainte-Eulalie-en-Born                   | 40257      | CC des Grands Lacs  | 70,83            | 1 457 (2022)                      | 21                 | modifier les données · modifier les données |
| Sanguinet                                | 40287      | CC des Grands Lacs  | 81,43            | 4 662 (2022)                      | 57                 | modifier les données · modifier les données |
| Saugnac-et-Muret                         | 40295      | CC Cœur Haute Lande | 109,37           | 1 298 (2022)                      | 12                 | modifier les données · modifier les données |
| Ychoux                                   | 40332      | CC des Grands Lacs  | 111,28           | 2 342 (2022)                      | 21                 | modifier les données · modifier les données |
| Canton des Grands Lacs                   | 4007       |                     | 1 069,74         | 37 352 (2022)                     | 35                 | modifier les données                        |

## Démographie
En 2022, le canton comptait 37 352 habitants, en évolution de +12,64 % par rapport à 2016 (Landes : +5,78 %, France hors Mayotte : +2,11 %).
| 2013   | 2018   | 2022   |
| ------ | ------ | ------ |
| 31 647 | 33 777 | 37 352 |